# Vic
Vic (spanska: Vich) är en stad i comarcan Osona i provinsen Barcelona i den spanska autonoma regionen Katalonien. Vic, som kallades Ausa av romarna, hade 41 956 invånare år 2014. Staden är belägen 70 km norr om själva Barcelona.